# Motivierende Gesprächsführung
Motivierende Gesprächsführung (Motivational Interviewing, MI) wird definiert als ein klientenzentrierter, aber direktiver Beratungsansatz mit dem Ziel, intrinsische Motivation zur Veränderung aufzubauen. Die Motivation soll durch Explorieren und Auflösen von Ambivalenz erreicht werden. Das Konzept wurde ursprünglich 1991 von William Miller und Stephen Rollnick zur Beratung für Menschen mit Suchtproblemen entwickelt. Im Gegensatz zu vielen herkömmlicheren Verfahren in diesem Bereich wird beim MI explizit auf ein konfrontatives Vorgehen verzichtet.

## Anwendung
Die motivierende Gesprächsführung (MI) richtet sich vor allem an Personen mit zunächst geringer oder ambivalenter Änderungsbereitschaft und ist daher oftmals eher zu Beginn einer Auseinandersetzung mit einer möglichen Veränderung angezeigt. Veränderung ist hier als ein sehr allgemeines Thema zu verstehen, das in vielen Lebensbereichen von Relevanz ist, sei es in der medizinischen Behandlung, in der Gesundheitsförderung, in der Psychotherapie, der Sozialarbeit oder auch im Strafvollzug. Konkrete Anwendungsfelder sind neben der Abhängigkeit von Alkohol, Opioiden, Cannabis und anderen psychotropen Substanzen z. B. die HIV-Prävention, Bewährungshilfe, Entwicklungshilfe, Sexualdelikte, betriebliche Suchtprävention, psychische Störungen im Kindes- und Jugendalter, Essstörungen (Anorexie, Bulimie), Adipositas, Diabetes, Suizidalität.

## Vorgehen
Grundsätzlich wird davon ausgegangen, dass es bei jedem Süchtigen gute Gründe für und gegen den Konsum sowie Vorteile und Nachteile einer Veränderung des Konsumverhaltens gibt. So kann ein Raucher beispielsweise die Annahmen vertreten, dass Rauchen einerseits zwar die Geselligkeit fördere, andererseits jedoch ein erhöhtes Lungenkrebsrisiko berge. Es werden zwei Phasen unterschieden:
- Phase 1: Aufbau von Veränderungsbereitschaft
- Phase 2: Stärkung der Selbstverpflichtung (commitment)[5]

Wenn noch keine eigene (intrinsische) Veränderungsbereitschaft vorhanden ist, muss diese erst in Phase 1 aufgebaut werden. Sobald Veränderungsmotivation vorhanden ist, sollen in Phase 2 konkrete Ziele und Veränderungspläne formuliert werden.
Phase 1: In der ersten Phase der motivierende Gesprächsführung (MI) ist es Aufgabe des Beraters, die Bewusstmachung beider Seiten zu fördern, was zu einer gewissen Ambivalenz und einem Konflikt beim Konsumenten führt. Es wird davon ausgegangen, dass ein direktes Drängen, Konfrontieren und Argumentieren in Richtung einer Veränderung des Konsums, wie es oft von Angehörigen und Laien praktiziert wird, kontraproduktiv sei, da es beim Klienten vorrangig Widerstand hervorrufe. Beim MI geht es also in erster Linie darum, durch die Reflexion des eigenen Konsumverhaltens mittels der Beleuchtung aller Pro- und Contra-Standpunkte zunächst Klarheit zu schaffen. Dies soll dem Klienten dazu dienen, im nächsten Schritt seine Ambivalenz bezüglich seines Konsums und dessen Veränderung zu überwinden. Wesentlich ist dabei, dass der Klient alle Argumente selbst liefert, anstatt von Außenstehenden zu einer Verhaltensänderung überredet zu werden.
Phase 2: In der zweiten Phase des MI sollen dann konkrete Ziele und Wege zur Zielerreichung herausgearbeitet werden.

## Techniken
Die motivierende Gesprächsführung folgt 5 Prinzipien. Davon sind vier positiv formulierte Handlungsanweisungen und ein Prinzip beschrieben, was zu vermeiden ist:
1. Empathie zeigen (express empathy): Der Therapeut nimmt eine klientzentrierte, akzeptierende Haltung ein und versucht, durch aktives Zuhören (reflective listening) die Situation aus der Sicht des Klienten zu betrachten und zu verstehen.
2. Diskrepanz erzeugen (develop discrepancy): Hierbei wird mit Hilfe von gezielten (offenen) Fragen direktiv vorgegangen, um dem Patienten zu helfen, Argumente für eine Änderung zu entwickeln (change talk). Wenn dem Klienten deutlich wird, dass sein momentanes Verhalten im Widerspruch zu wichtigen Zielen und Vorstellungen für seine Zukunft steht (kognitive Dissonanz), kann dies die Veränderungsbereitschaft stärken.
3. flexibler Umgang mit Widerstand (roll with resistance): Ambivalenz oder Widerstand werden als normaler Teil des Veränderungsprozesses (und nicht als „krankhaft“) angesehen, auf konfrontatives Vorgehen wird verzichtet. Es können stattdessen verschiedene deeskalierende Strategien zum Einsatz kommen („simple reflection“, „amplified reflection“, „double-sided reflection“, „shifting focus“, „reframing“, „agreeing with a twist“ etc.). Mit Hilfe von aktivem Zuhören wird erneut das Finden eigener Lösungswege unterstützt.
4. Selbstwirksamkeit stärken (support self-efficacy), indem der Klient in der Zuversicht bestärkt wird, Veränderungen erreichen zu können. Hierbei handelt es sich um einen zentralen Aspekt der Motivation, der sich generell als wichtig für den Behandlungserfolg erwiesen hat.[8]
5. Beweisführung vermeiden:[9][10] Das bedeutet einerseits, dass das Problemverhalten nicht anhand von Fakten nachgewiesen werden soll und man mit Diagnosebezeichnungen wie „Alkoholiker“ eher zurückhaltend umgehen soll, weil beides erfahrungsgemäß Widerstand erzeugen könne.[11]

Weitere therapeutische Prinzipien beim MI sind:
- aufrichtiges Interesse am Klienten und seiner Situation vor allem durch aktives Zuhören signalisieren (reflective listening)
- change talk: durch offene Fragen auf die Nachteile des momentanen (Sucht-)Verhaltens und die Vorteile einer Veränderung lenken („Welche Vorteile hätte es, aufzuhören?“)
- Akzeptanz und Bestätigung vermitteln
- selbstmotivierende Haltungen des Klienten hinsichtlich Problemeinsicht, Bedenken und Veränderungsbereitschaft hervorlocken und selektiv verstärken
- dem Klienten mit der Haltung begegnen, dass er stets die freie Wahl hat und selbst entscheiden kann, was er möchte

## Theoretischer Hintergrund
Ursprünglich ist die motivierende Gesprächsführung nicht theoretisch abgeleitet, sondern sie entstand durch Beobachtung und Spezifizierung der Wirkfaktoren intuitiver klinischer Praxis. Nachträglich wird jedoch versucht, sie in einen theoretischen Kontext einzubetten. MI basiert auf Rogers’ Ansatz der non-direktiven, klientenzentrierten Gesprächsführung (Carl Rogers, 1946). Demnach strebt ein Individuum nach Eigenverantwortung und Entfaltung. Die Prinzipien, um einen Klienten darin zu unterstützen sind laut Rogers Echtheit (Kongruenz), Empathie und Akzeptanz. Die motivierende Gesprächsführung nutzt jedoch auch aktivere, kognitiv-behaviorale Strategien, die direktiv auf ein Zielverhalten (z. B. Rauchen) (im Sinne des Veränderungsmodells von Prochaska und DiClemente) ausgerichtet sind.
Des Weiteren baut MI auf der Theorie der Selbstwahrnehmung von Daryl J. Bem (1972) auf. Dessen Grundpostulat nimmt an, dass Attributionen und Einstellungen offenem Verhalten folgen. Demzufolge erkennen Menschen ihre Identität, Einstellungen, Gefühle und andere interne Vorgänge dadurch, dass sie sich selbst unter bestimmten Umständen beobachten bzw. beim Äußern relevanter Inhalte zuhören und daraus Schlussfolgerungen ziehen. Darüber hinaus steht MI der Theorie der kognitiven Dissonanz konzeptuell nahe (Leon Festinger, 1957). Im Rahmen des MI werden Personen dazu angeregt, änderungsbezogene Aussagen zu machen, die (noch) im Kontrast zum gegenwärtigen Problemverhalten stehen. Die so erzeugte kognitive Dissonanz erzeugt nun das Bedürfnis, das Verhalten auch tatsächlich zu ändern und seinen Äußerungen anzupassen.

## Effektivität
Burke u. a. (2003) führten eine Metaanalyse von 30 randomisiert-kontrollierten Studien zum MI durch. Hier zeigte sich, dass MI bei Alkohol- und Drogenabhängigkeit, sowie beim Einhalten von Diäten und der Steigerung der körperlicher Aktivität (z. B. bei Patienten mit Hyperlipidäme, Bluthochdruck und/oder Adipositas) effektiv ist, nicht jedoch bei Rauchern oder Personen mit HIV-Risiko-Verhalten. Laut einer Studie von Knowles und anderen (2013) sei die Technik bei Essstörungen wenig wirksam.
Die motivierende Gesprächsführung könne zwar als Technik in einer zweitägigen Schulung vermittelt werden, es bedürfe aber anschließend weiterer Supervision. Es müsse auch stärker auf die innere therapeutische Haltung (MI-Spirit) geachtet werden und nicht allein auf die Technik.